# Ludovico Leporeo
Ludovico Lepòreo (Brugnera, 1582 – Roma, 1655) è stato un poeta italiano, inventore del "leporeambo".

## Vita ed opere
Nato a Brugnera, in provincia di Pordenone, nel 1582, studiò dapprima a Pordenone e poi a Padova, dove iniziò a comporre versi. Indossato l'abito talare raggiunse Roma nel 1602 e divenne scrivano alla Dataria apostolica, sotto papa Clemente VIII.
Ebbe un moderato successo nei salotti letterari e fu amico, fra gli altri, di Pompeo Colonna e di Juan Caramuel y Lobkowitz, autore della Metametrica. Divenne membro dell'accademia anticlassica dei Fantastici e salvo qualche viaggio in Friuli, passò una vita tranquilla e stanziale, anche se amareggiata dai frequenti intrighi di corte. 
La sua prima opera edita fu un panegirico per la canonizzazione di Carlo Borromeo nel 1612 (edito da Marco Claseri). Nei venti anni successivi pubblicò poco (per esempio una traduzione dell'Arte poetica di Orazio Flacco nel 1630).
Nel 1634 pubblicò il Decadario trimetro, raccolta di poesie di dieci versi contenenti ciascuno tre rime uguali, due interne e una finale, che si susseguono in ordine alfabetico: a e i o u, che il suo editore nella prefazione presentò come "nuova et inaudita inventione di poesia volgare". Il libro suscitò l'attenzione dei letterati del tempo e fu iniziatore del genere da lui stesso battezzato "leporeambo", secondo una linea barocca esacerbata, caratterizzato dalla concentrazione parossistica di artifici poetici e fonetici all'interno della singola composizione. Si tratta di sonetti, canzoni, canzonette, ecc. dai temi più diversi, solitamente con rime interne.
Pubblicò numerose raccolte poetiche fino al 1653 e morì probabilmente a Roma nel 1655.
Fra le raccolte più significative i Leporeambi alfabetici musicali (Bracciano, Andrea Fei, 1639), i Leporeambi nominali alle donne et accademie italiane (1641) e la raccolta Centuria di leporeambi che conobbe almeno tre edizioni (Roma, Eredi di Grignani, 1651; Bologna, Carlo Zenero, 1652 e Udine, Niccolò Schiratti, 1660). L'ultima opera pubblicata fu il Duodecadario, bisdecadario,tredecadario (Roma, Fei, 1653).

### Edizioni moderne
- Stelio Maria Martini e Arrigo Lora-Totino (a cura di), edizione di Amante imperversato (Napoli, Terra del fuoco, 1989), che raccoglie 56 poesie di Leporeo
- Walter Boggione (a cura di), Centuria (Leporeambi, Torino, Edizioni Res, 1993, con un'introduzione di Giorgio Barberi Squarotti).
- Mario Turello, Le opere di Lodovico Leporeo, Pordenone 2005 (con presentazione di Rienzo Pellegrini)